# Longitarsus symphyti
Longitarsus symphyti es una especie de insecto coleóptero de la familia Chrysomelidae. Fue descrita científicamente en 1912 por Heikertinger.